# Poncin
Poncin è un comune francese di 1 658 abitanti situato nel dipartimento dell'Ain della regione dell'Alvernia-Rodano-Alpi.
Nel 1838 vi nacque il pittore francese Firmin Girard.

## Società

### Evoluzione demografica
Abitanti censiti